# Arcidiocesi di Sebastea
L'arcidiocesi di Sebastea (in latino Archidioecesis Sebastena in Armenia) è una sede soppressa del patriarcato di Costantinopoli e sede titolare della Chiesa cattolica.

## Storia
Sebastea, corrispondente alla città di Sivas in Turchia, è l'antica sede metropolitana della provincia romana dell'Armenia Prima nella diocesi civile del Ponto e nel patriarcato di Costantinopoli.
Il Martirologio Romano attesta la presenza di diversi santi e martiri di Sebastea: san Biagio il 3 febbraio; i santi Quaranta Martiri il 9 marzo; san Pietro, vescovo e fratello di Basilio Magno e Gregorio di Nissa, il 26 marzo; sant'Atenogene, corepiscopo, il 16 luglio; i santi Carterio, Stiriaco, Tobia, Eudossio, Agapio e compagni, soldati martiri, il 2 novembre; sant'Irenarco il 28 novembre.
Nelle Notitiae Episcopatuum del patriarcato di Costantinopoli la sede è documentata pressoché ininterrottamente dal VII al XIV secolo ed occupa generalmente l'11º posto nell'ordine gerarchico delle metropolie del patriarcato. Alla provincia ecclesiastica sono inizialmente assegnate 5 diocesi suffraganee: Sebastiopoli, Nicopoli, Satala, Colonia e Berissa. Alla provincia ecclesiastica appartiene anche la sede arcivescovile autocefala di Pedactoe, chiamata Heracleopolis nella prima Notitia. A partire dal X secolo anche la sede di Colonia è annoverata tra le sedi arcivescovili del patriarcato.
Dal XVII secolo Sebastea è annoverata tra le sedi arcivescovili titolari della Chiesa cattolica; la sede è vacante dal 27 luglio 1989.

## Cronotassi

### Arcivescovi greci
- Meruzane †
- San Biagio † (circa 300 - circa 316 deceduto)
- Pietro †
- Eulogio † (menzionato nel 325)
- Melezio † (? - 359 nominato vescovo di Berea)
- Eustazio † (359 - dopo il 378)
- San Pietro † (dopo aprile 379 - 391 deceduto)
- Giovanni † (prima del 449 - dopo il 451)
- Niceforo † (? - 518 deposto)
- Aussenzio † (menzionato nel 536)
- Rufino † (menzionato nel 553)
- Teodosio † (menzionato nel 680)[3]
- Leonzio † (menzionato nel 692)[4]
- Anonimo † (menzionato nell'877/886)[5]
- Eleuterio † (X secolo)[6]
- Demetrio † (menzionato nel 945)[7]
- Teofilatto † (prima del 986/987 - circa 988 eletto metropolita di Kiev)[8]
- Teodoro † (X/XI secolo)[9]
- Teodoto † (X/XI secolo)[10]
- Anonimo † (X/XI secolo)[11]
- Anonimo † (XI secolo)[12]
- Anonimo † (menzionato nel 1019)[13]
- Giorgio † (prima del 1029 - dopo il 1032)[14]
- Teofane † (prima del 1072 - dopo il 1082)[15]

### Arcivescovi titolari
- Anonimo † (menzionato il 30 marzo 1210)
- Ugo † (22 dicembre 1257 - ?)
- Bernardino † (? - 19 ottobre 1330 nominato vescovo di Nasso)
- Giacomo † (circa 1330 - 7 giugno 1346 nominato vescovo di Malta)
- Giacomo di Nicosia, O.P. † (26 giugno 1346 - ? deceduto)
- Everardo di Westerheim, O.P. † (26 gennaio 1362 - 1392 deceduto)[16]
- Pietro † (? deceduto)
- Umberto Bindi, O.S.M. † (22 dicembre 1395 - ?)
- Matteo † (? deceduto)
- Marino di San Marino, O.F.M. † (4 luglio 1403 - ? deceduto)
- Giacomo, O.E.S.A. † (19 ottobre 1411 - ?)
- Giovanni † (? deceduto)
- Eberardo, O.F.M. † (17 marzo 1412 - ?)
- Guglielmo † (? deceduto)
- Zenobio, O.S.B. † (22 marzo 1413 - ? deceduto)
- Fernando † (? deceduto)
- Giovanni di San Facondo, O.F.M. † (25 maggio 1425 - ? deceduto)
- Nicola di Camerandis, O.S.A. † (18 febbraio 1433 - ? deceduto)
- ...[17]
- Giovanni Cati,  O.S.M. † (1520 - ? deceduto)[18]
- Giuseppe Corti † (22 giugno 1654 - ?)
- Nestor Rita † (20 agosto 1670 - 17 marzo 1687 deceduto)
- Petrus Codde, C.O. † (7 ottobre 1688 - 7 maggio 1702 dimesso)
- Nicola Negrone † (15 dicembre 1728 - 11 marzo 1735 deceduto)
- Renato Massa † (17 aprile 1741 - 13 giugno 1744 deceduto)
- Pietro Bonaventura Savini † (16 settembre 1748 - ?)
- Nicola Colonna di Stigliano † (20 maggio 1776 - 24 luglio 1786 nominato cardinale presbitero di Santo Stefano al Monte Celio)
- Mateo Delgado Moreno † (22 dicembre 1800 - 9 agosto 1802 nominato arcivescovo, titolo personale, di Badajoz)
- Andrea Charvaz † (3 luglio 1848 - 27 settembre 1852 nominato arcivescovo di Genova)
- Gaetano Brinciotti † (20 dicembre 1867 - 18 novembre 1868 deceduto)
- François-Marie-Joseph Lecourtier † (16 gennaio 1874 - 20 agosto 1885 deceduto)
- Jean-Natalis-François Gonindard † (26 maggio 1887 - 5 marzo 1893 succeduto arcivescovo di Rennes)
- Placide Louis Chapelle † (10 maggio 1893 - 7 gennaio 1894 succeduto arcivescovo di Santa Fe)
- Emidio Taliani † (22 giugno 1896 - 22 giugno 1903 nominato cardinale presbitero di San Bernardo alle Terme Diocleziane)
- Giovanni Cagliero, S.D.B. † (24 marzo 1904 - 6 dicembre 1915 nominato cardinale presbitero di San Bernardo alle Terme Diocleziane)
- Enrico Gasparri † (9 dicembre 1915 - 14 dicembre 1925 nominato cardinale presbitero di San Bartolomeo all'Isola)
- George Joseph (Jorge José) Caruana † (23 dicembre 1925 - 25 marzo 1951 deceduto)
- Luigi Punzolo † (6 dicembre 1954 - 27 luglio 1989 deceduto)